# Nuoto ai campionati europei di nuoto 2018 - 50 metri dorso maschili
La gara dei 50 metri dorso maschili degli Europei 2018 si è svolta il 3 e 4 agosto 2018. Al mattino del 3 agosto si sono svolte le batterie e nel pomeriggio le semifinali, mentre la finale si è disputata nel pomeriggio del 4 agosto.

## Podio
| Pos.    | Atleta             | Nazione |
| ------- | ------------------ | ------- |
| Oro     | Kliment Kolesnikov | Russia  |
| Argento | Robert Glință      | Romania |
| Bronzo  | Shane Ryan         | Irlanda |

## Record
Prima della manifestazione il record del mondo (RM), il record europeo (EU) e il record dei campionati (RC) erano i seguenti:
|  | 24"04 | Liam Tancock    | 2 agosto 2009 Roma      |
|  | 24"04 | Liam Tancock    | 2 agosto 2009 Roma      |
|  | 24"07 | Camille Lacourt | 12 agosto 2010 Budapest |

Durante la competizione è stato migliorato il seguente record:
|  | 24"00 | Kliment Kolesnikov |

## Risultati

### Batterie
| Pos. | Batteria | Corsia | Atleta               | Nazionalità | Tempo       | Note        |
| ---- | -------- | ------ | -------------------- | ----------- | ----------- | ----------- |
| 1    | 6        | 5      | Shane Ryan           | Irlanda     | 24"32       | Q           |
| 2    | 5        | 4      | Kliment Kolesnikov   | Russia      | 24"58       | Q           |
| 3    | 5        | 5      | Robert Glință        | Romania     | 24"59       | Q           |
| 4    | 6        | 4      | Vladimir Morozov     | Russia      | 24"65       | Q           |
| 5    | 5        | 6      | Christian Diener     | Germania    | 24"89       | Q           |
| 6    | 4        | 4      | Jérémy Stravius      | Francia     | 24"92       | Q           |
| 7    | 4        | 6      | Mikita Tsmyh         | Bielorussia | 24"95       | Q           |
| 8    | 6        | 3      | Sergej Fesikov       | Russia      | 25"01       |             |
| 9    | 4        | 5      | Jonatan Kopelev      | Israele     | 25"02       | Q           |
| 10   | 4        | 3      | Apostolos Christou   | Grecia      | 25"05       | Q           |
| 11   | 5        | 7      | Conor Ferguson       | Irlanda     | 25"08       | Q           |
| 12   | 6        | 2      | Simone Sabbioni      | Italia      | 25"17       | Q           |
| 13   | 6        | 7      | Kacper Stokowski     | Polonia     | 25"22       | Q           |
| 14   | 5        | 2      | Yakov Yan Toumarkin  | Israele     | 25"25       | Q           |
| 15   | 5        | 3      | Nikita Ulyanov       | Russia      | 25"29       |             |
| 16   | 4        | 7      | Thierry Bollin       | Svizzera    | 25"40       | Q           |
| 17   | 6        | 1      | Nicholas Pyle        | Regno Unito | 25"49       | Q           |
| 18   | 5        | 8      | Thomas Ceccon        | Italia      | 25"50       | Q           |
| 19   | 4        | 0      | Stanislas Huille     | Francia     | 25"54       |             |
| 20   | 3        | 2      | Ralf Tribuntsov      | Estonia     | 25"60       |             |
| 20   | 4        | 9      | Gytis Stankevičius   | Lituania    | 25"60       |             |
| 22   | 3        | 3      | Karl Luht            | Estonia     | 25"62       |             |
| 23   | 4        | 8      | Björn Seeliger       | Svezia      | 25"65       |             |
| 24   | 3        | 5      | David Gamburg        | Israele     | 25"68       |             |
| 25   | 3        | 4      | Nikolaos Sofianidis  | Grecia      | 25"69       |             |
| 25   | 6        | 0      | Paul-Gabriel Bedel   | Francia     | 25"69       |             |
| 27   | 3        | 6      | Markus Lie           | Norvegia    | 25"73       |             |
| 28   | 5        | 1      | Georgios Spanoudakis | Grecia      | 25"74       |             |
| 29   | 3        | 8      | Bernhard Reitshammer | Austria     | 25"78       |             |
| 30   | 4        | 2      | Kamil Kaźmierczak    | Polonia     | 25"80       |             |
| 31   | 6        | 8      | Maksim Dzialendzik   | Bielorussia | 25"81       |             |
| 32   | 4        | 1      | Viktar Staselovich   | Bielorussia | 25"82       |             |
| 33   | 3        | 7      | Gabriel Lópes        | Portogallo  | 25"85       |             |
| 34   | 2        | 5      | Başlakov İskender    | Turchia     | 25"99       |             |
| 35   | 5        | 0      | Gustav Hökfelt       | Svezia      | 26"01       |             |
| 36   | 2        | 6      | Ádám Telegdy         | Ungheria    | 26"16       |             |
| 37   | 3        | 1      | Girts Feldbergs      | Lettonia    | 26"22       |             |
| 38   | 3        | 0      | Luke Greenbank       | Regno Unito | 26"23       |             |
| 39   | 5        | 9      | Tomáš Franta         | Rep. Ceca   | 26"26       |             |
| 40   | 1        | 6      | Ziv Kalontarov       | Israele     | 26"30       |             |
| 41   | 2        | 4      | Ümitcan Güreş        | Turchia     | 26"41       |             |
| 42   | 6        | 9      | Andrei-Mircea Anghel | Romania     | 26"50       |             |
| 43   | 3        | 9      | Armin Lelle          | Estonia     | 26"53       |             |
| 44   | 1        | 4      | Ege Başer            | Turchia     | 26"59       |             |
| 45   | 2        | 8      | Anton Lončar         | Croazia     | 26"62       |             |
| 46   | 2        | 2      | Niko Mäkelä          | Finlandia   | 26"66       |             |
| 47   | 2        | 7      | Rasim Gör            | Turchia     | 26"82       |             |
| 48   | 2        | 9      | Nikola Acin          | Serbia      | 26"83       |             |
| 49   | 2        | 3      | Adam Černek          | Slovacchia  | 26"96       |             |
| 50   | 2        | 1      | Marko-Matteus Langel | Estonia     | 27"33       |             |
| 51   | 2        | 0      | Sergey Kuznetsov     | Finlandia   | 27"35       |             |
| 52   | 1        | 5      | Matthew Galea        | Malta       | 28"14       |             |
| 53   | 1        | 3      | Dren Ukimeraj        | Kosovo      | 29"78       |             |
| DNS  | 6        | 6      | David Gamburg        | Ungheria    | Non partito | Non partito |

### Semifinali

#### Semifinale 1
| Pos. | Corsia | Atleta             | Nazionalità | Tempo | Note |
| ---- | ------ | ------------------ | ----------- | ----- | ---- |
| 1    | 4      | Kliment Kolesnikov | Russia      | 24"25 | Q EJ |
| 2    | 5      | Vladimir Morozov   | Russia      | 24"29 | Q    |
| 3    | 3      | Jérémy Stravius    | Francia     | 24"88 | Q    |
| 4    | 6      | Jonatan Kopelev    | Israele     | 24"92 | Q    |
| 5    | 2      | Conor Ferguson     | Irlanda     | 24"99 |      |
| 6    | 7      | Kacper Stokowski   | Polonia     | 25"46 |      |
| 7    | 1      | Thierry Bollin     | Svizzera    | 25"47 |      |
| 8    | 8      | Thomas Ceccon      | Italia      | 25"50 |      |

#### Semifinale 2
| Pos. | Corsia | Atleta              | Nazionalità | Tempo | Note |
| ---- | ------ | ------------------- | ----------- | ----- | ---- |
| 1    | 5      | Robert Glință       | Romania     | 24"12 | Q    |
| 2    | 4      | Shane Ryan          | Irlanda     | 24"57 | Q    |
| 3    | 6      | Mikita Tsmyh        | Bielorussia | 24"66 | Q    |
| 4    | 2      | Apostolos Christou  | Grecia      | 24"96 | Q    |
| 5    | 7      | Simone Sabbioni     | Italia      | 24"99 |      |
| 6    | 1      | Yakov Yan Toumarkin | Israele     | 25"09 |      |
| 7    | 8      | Nicholas Pyle       | Regno Unito | 25"10 |      |
| 8    | 3      | Christian Diener    | Germania    | 25"13 |      |

### Finale
| Pos. | Corsia | Atleta             | Nazionalità | Tempo | Note |
| ---- | ------ | ------------------ | ----------- | ----- | ---- |
|      | 5      | Kliment Kolesnikov | Russia      | 24"00 | EJ   |
|      | 4      | Robert Glință      | Romania     | 24"55 |      |
|      | 6      | Shane Ryan         | Irlanda     | 24"64 |      |
| 4    | 3      | Vladimir Morozov   | Russia      | 24"69 |      |
| 5    | 7      | Jérémy Stravius    | Francia     | 24"83 |      |
| 6    | 2      | Mikita Tsmyh       | Bielorussia | 25"04 |      |
| 7    | 8      | Apostolos Christou | Grecia      | 25"14 |      |
| 8    | 1      | Jonatan Kopelev    | Israele     | 25"41 |      |